# Turistická značená trasa 1841
 Turistická značená trasa 1841 je 3,5 km dlouhá modře značená trasa Klubu českých turistů v Náchodě spojující centrum města s areálem bojiště bitvy u Náchoda jihozápadně od něj. Její převažující směr je jihozápadní.

## Průběh trasy
Turistická trasa má svůj počátek v Náchodě u vlakového a autobusového nádraží, kde přímo navazuje na stejně značenou trasu 1842 přicházející sem od osady Dlouhé. Průchozí je zde červeně značená Jiráskova cesta, výchozí stejně značená Cesta Boženy Němcové do Červeného Kostelce a rovněž tak zeleně značená trasa 4225 do Dobrošova a žlutě značená trasa 7254 do Nového Města nad Metují.
Trasa vede nejprve západním směrem ulicemi v souběhu s Cesou Boženy Němcové na Masarykovo náměstí a poté již samostatně jihozápadním směrem ulicemi podél železniční trati Náchod - Týniště nad Orlicí k zastávce Náchod a k židovskému hřbitovu. Zde se nachází rozcestí se zde výchozí žlutě značenou trasou 7253 do Václavic. Trasa 1841 kříží železniční trať, obchází městský hřbitov, přechází souběh silnic I/14 a I/33 a Václavickou ulicí stoupá na okraj zástavby místní části Náchoda Starého Města nad Metují. Po jejím opuštění stoupá lesní cestou masívem Branky na její temeno, na odvráceném okraji lesa opět kříží silnici I/14 a v prostoru bojiště končí na rozcestí opět s trasou 7253 přicházející sem přes Vysokov.

## Historie
Ve Starém Městě nad Metují vedla trasa dříve o něco severněji a Nemastovou ulicí a poté lesní cestou k silnici I/14 a dále po ní na koncové rozcestí.

## Turistické zajímavosti na trase
- Kostel svatého Vavřince na Masarykově náměstí
- Nový židovský hřbitov v Náchodě
- Kostel svatého Jana Křtitele na městském hřbitově
- Vyhlídkové místo při spodním okraji lesa nad Starým Městem nad Metují
- Vyhlídkové místo na koncovém rozcestí
- Bojiště bitvy u Náchoda z roku 1866